# 普惠PW4000
普惠PW4000系列是普惠公司生產的一系列高涵道比渦輪風扇發動機，由普惠JT9D演化而來，推力在52000至99040磅（230至441千牛）之間，應用範圍比JT9D更廣，亦是通過ETOPS-180認證的發動機之一。

## 設計及發展
PW4000系列按风扇直徑分為三大類。

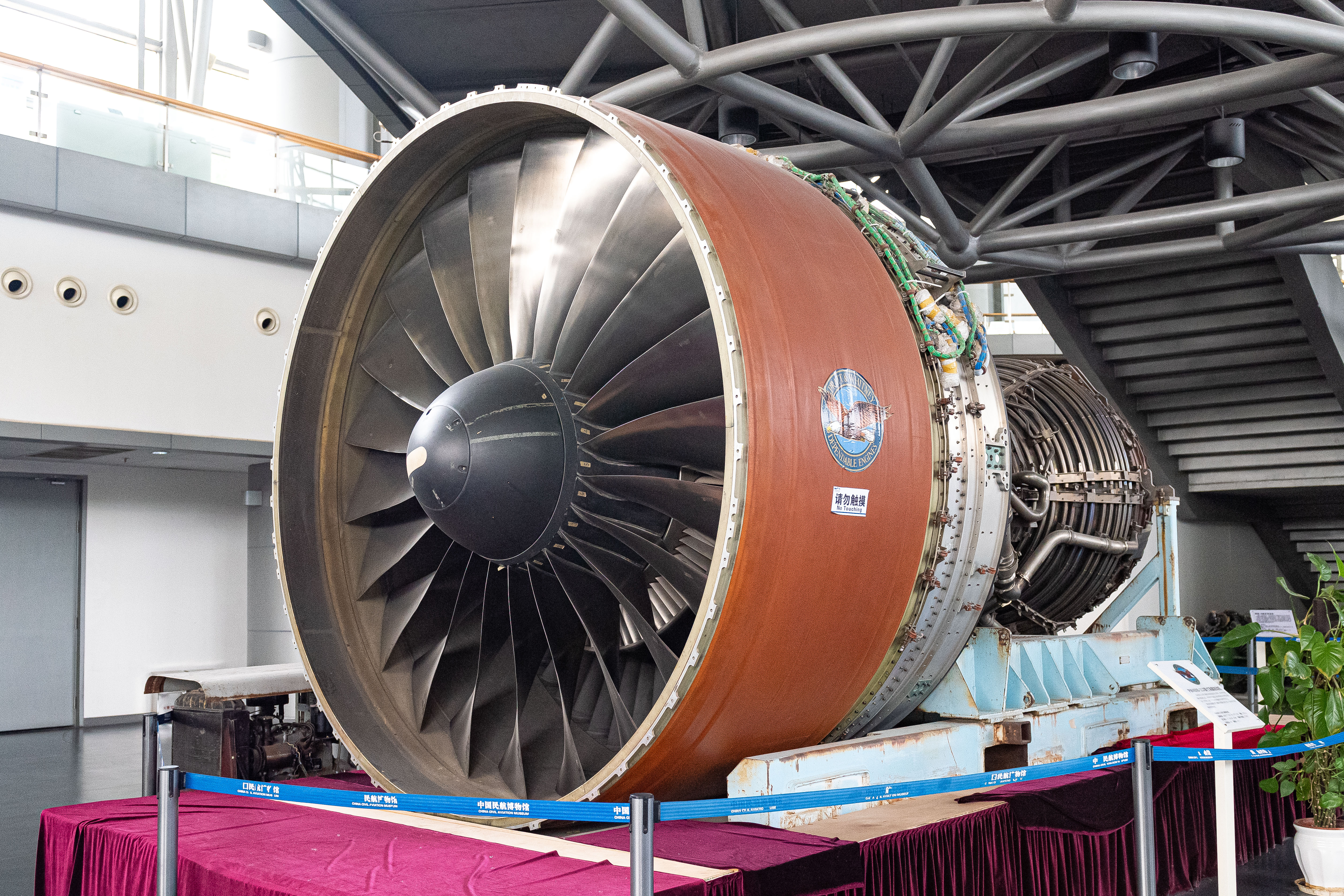
中国民航博物馆藏PW4098型发动机，普惠公司2006年捐赠

第一類為扇葉直徑94英吋（2.4米）的PW4000-94，試驗推力介於52,000至62,000磅（230至275千牛）之間，主要用於空中巴士A310-300、A300-600，波音747-400、767-200/300和麥道MD-11型飛機，且通過了雙發延程飛行180分鐘認證。這類型號包括PW4052，PW4056，PW4060，PW4062，PW4062A，PW4152，PW4156A，PW4156，PW4158，PW4460和PW4462。

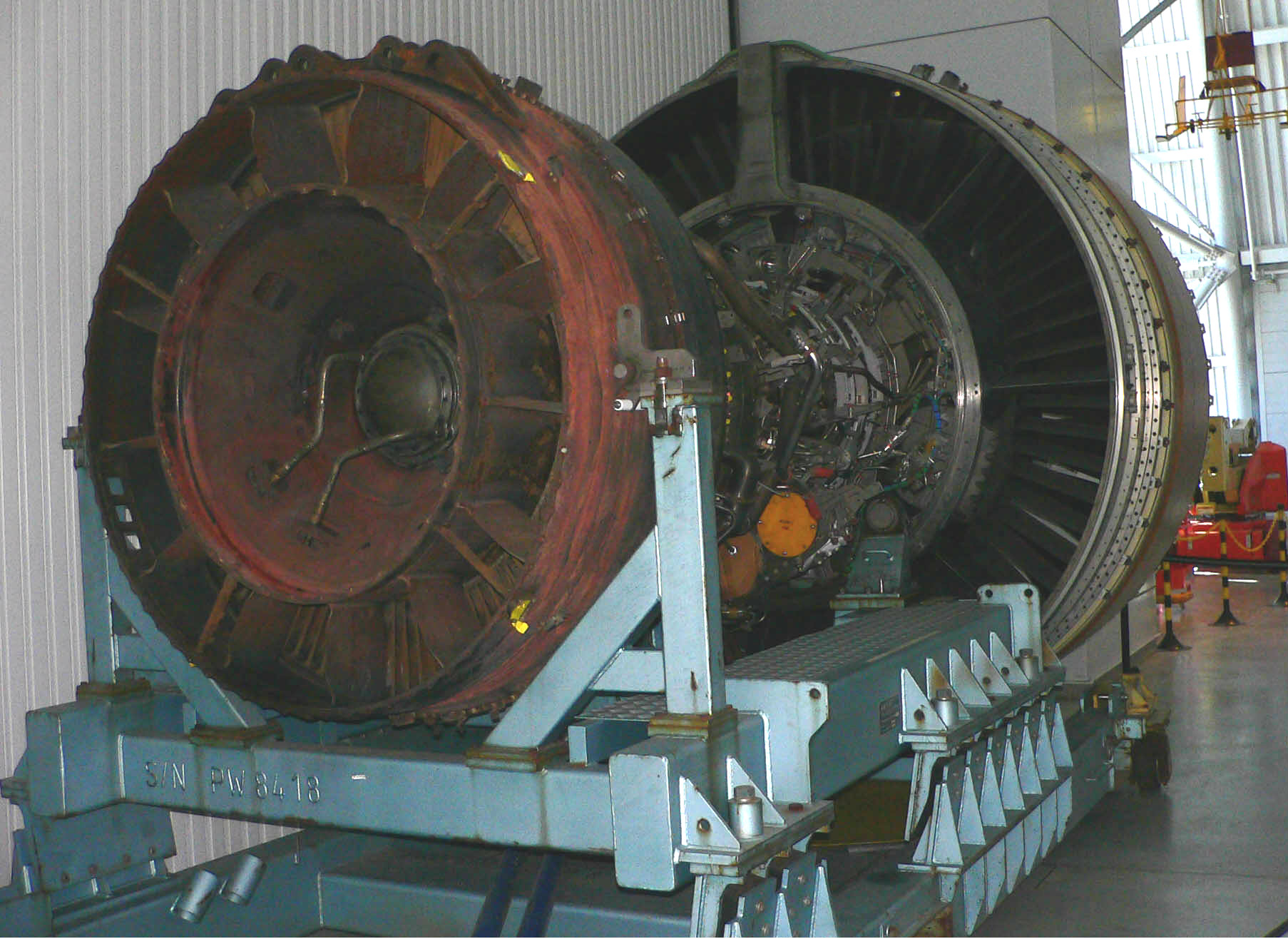
一台在史蒂文·乌德沃尔哈齐中心展出的普惠PW4098發動機

第二類為扇葉直徑100英吋（2.5米）的PW4000-100，系為A330單獨開發，最初型號包括PW4164、PW4168和PW4168A，試驗推力在64,500至68,600磅（287至305千牛）之間。2006年，這一系列新增Advantage70計劃，翠鳥航空是這一計劃型號的啟動用戶。這一改進型號的推力增至70,000磅（311千牛），燃料消耗減少1%，維修費用降低約15%。
第三類為扇葉直徑112英吋（2.8米）的PW4000-112，專為波音777開發且是波音777的初始發動機。該系列的試驗推力在86,760至99,040磅（386至441千牛），型號包括PW4074、PW4077、PW4077D、PW4084、PW4084D、PW4090和PW4098。這一型號於1995年6月隨聯合航空的波音777-200投入使用，也是第一款通過ETOPS-180認證的噴氣式發動機。除777-300ER、777-200LR和777F之外，波音777的其餘型號均可配置PW4000-112系列發動機。
PW4000在JT9D的基礎上使用了技術更先進的材料，應用了全權限數位發動機控制系統，增強了燃料效率和可靠性。

## 型號

### PW4000-94

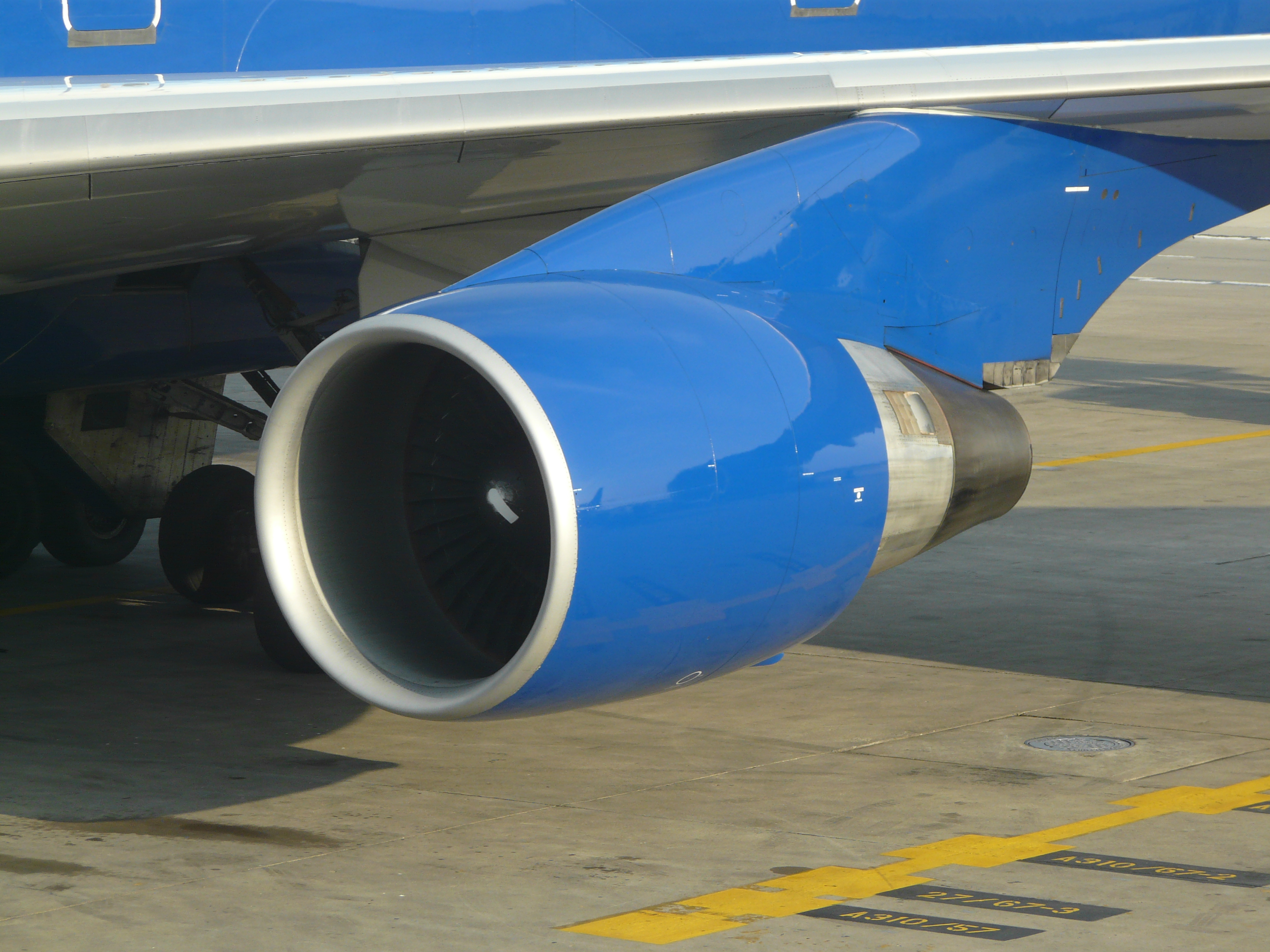
聯合航空一架波音747的PW4056發動機

推力範圍： 52000磅 - 62000磅
- PW4052
- PW4056
- PW4060
- PW4062
- PW4062A
- PW4152
- PW4156A
- PW4156
- PW4158
- PW4460
- PW4462

### PW4000-100

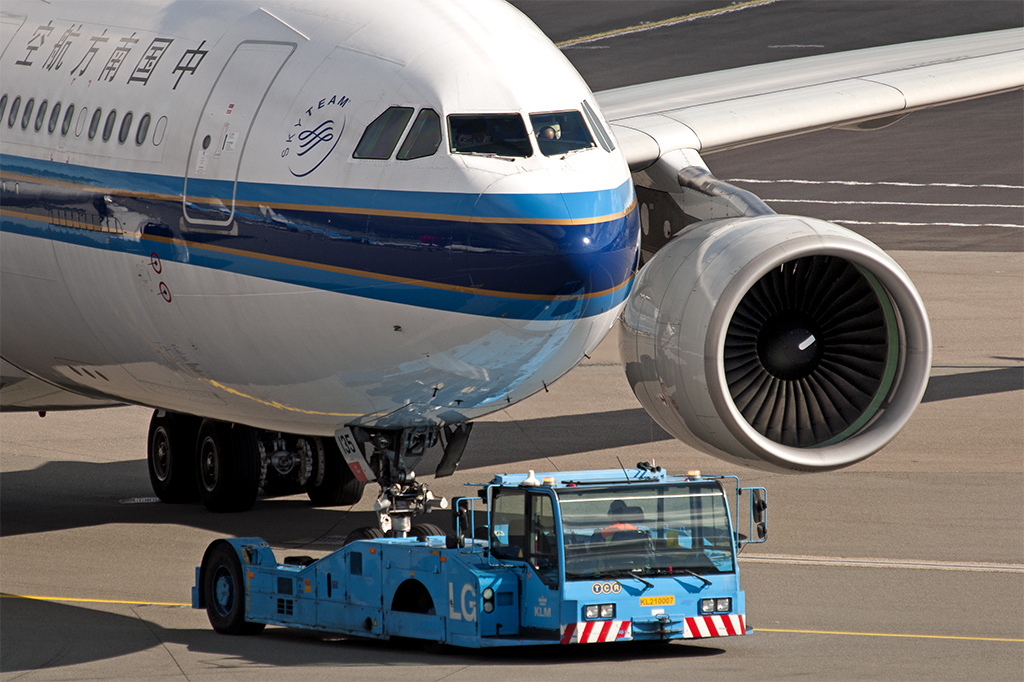
中国南方航空一架使用PW4170發動機的A330-223

推力範圍： 64500磅 - 70000磅
- PW4164
- PW4168
- PW4168A
- PW4170

### PW4000-112

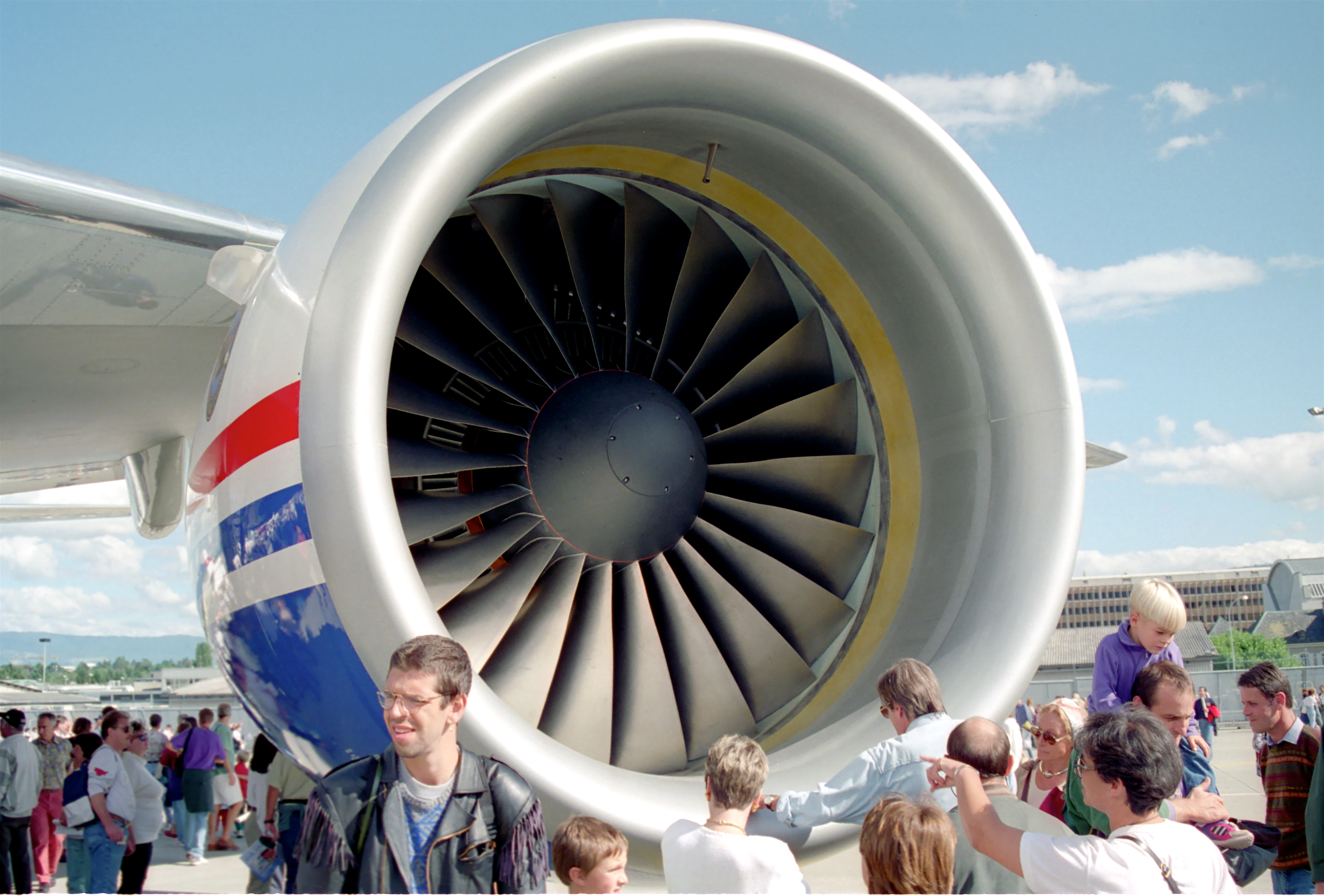
裝載於波音777樣機上的PW4084發動機（1995年9月9日攝於日內瓦）

推力範圍： 74000磅 - 98000磅
- PW4074/74D
- PW4077/77D
- PW4084/84D
- PW4090
- PW4098

## 應用

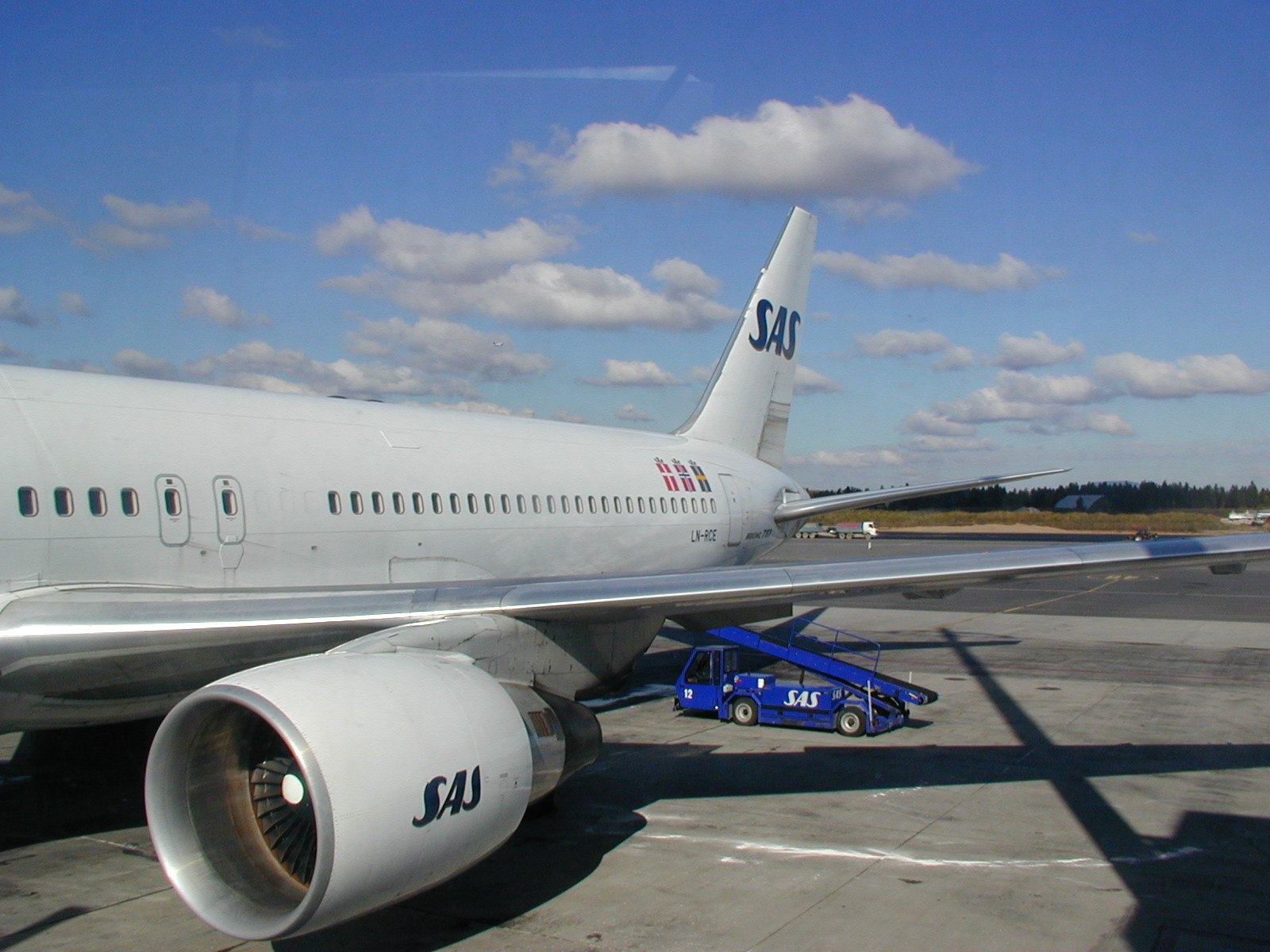
装有PW4060发动机的北欧航空波音767-300ER

- 空中巴士A300-600R/600F
- 空中巴士A310-300/300F
  - 空中巴士A310 MRTT
- 空中巴士A330ceo
- 波音747-400
  - 波音747-400 LCF
- 波音767
  - 波音KC-46
- 波音777-200/200ER/300
- 麥道MD-11
- 平流層發射機

## 規格（PW4084）
数据来源： 

### 概况
- 类型： 雙轉子高涵道比渦輪扇發動機
- 长度： 163.1英吋（4.14米）
- 直径： 112英吋（2.54米）（風扇）
- 淨重：

### 组件
- 压缩机： 1級風扇，5級低壓壓氣機，15級高壓壓氣機（其中5級可變）
- 燃烧室： 環形
- 涡轮： 2級高壓渦輪機，5級低壓渦輪機

### 性能
- 最大推力： 74000 - 98000磅（284.7 - 436千牛）
- 总压比： 32.0:1 - 35.4:1
- 旁通比： 5.3:1
- 涡轮前温度： 707
- 推重比： ~6 - 7

## 參閲
- 發動機聯盟GP7000發動機（英语：Engine Alliance GP7000）
- 通用電氣CF6發動機
- 通用電氣GE90發動機
- 進步D-18T
- 罗尔斯·罗伊斯遄达800

## 外部連結
- Pratt & Whitney PW4000-94" Product Page （页面存档备份，存于）
- Pratt & Whitney PW4000-100" Product Page （页面存档备份，存于）
- Pratt & Whitney PW4000-112" Product Page （页面存档备份，存于）